# Norman Pirie
Norman Wingate (Bill) Pirie (1er juillet 1907 - 29 mars 1997), est un biochimiste et virologue britannique qui, avec Frederick Bawden, découvre qu'un virus peut être cristallisé en isolant le virus du rabougrissement buissonnant de la tomate en 1936. C'est une étape importante dans la compréhension de l'ADN et de l'ARN .

## Jeunesse
Pirie est né à Easebourne, près de Midhurst dans le West Sussex, le plus jeune des trois enfants de Sir George Pirie, un peintre écossais, et de sa femme alors qu'ils sont en visite en Angleterre. Il est élevé près de Torrance, East Dunbartonshire . Il développe un bégaiement et est éduqué par des tuteurs privés, puis passe des périodes à la Kelvinside Academy de Glasgow, à la Harriston School près de Dumfries et à la Hastings Grammar School, puis de 1921 à 1925 à la Rydal School de Colwyn Bay. Il étudie les sciences naturelles (biochimie) à l'Emmanuel College de Cambridge de 1925 à 1929 et devient démonstrateur après avoir obtenu son diplôme. Il épouse sa collègue biochimiste Antoinette Patey en 1931. Ils ont un fils et une fille .

## Carrière
Il travaille à l'Université de Cambridge jusqu'en 1940, travaillant avec Sir Frederick Gowland Hopkins. À partir de 1932, il travaille avec Ashley Miles sur la bactérie Brucella responsable de la brucellose, et avec Frederick Bawden sur les virus de la pomme de terre. Ils étudient le virus de la mosaïque du tabac, démontrant que le virus contient de l'acide ribonucléique (alors que d'autres affirmaient qu'il ne s'agissait que de protéines). Bawden part à la Station expérimentale de Rothamsted à Harpenden en 1936, et Pirie part également à Rothamsted en tant que physiologiste des virus en 1940, devenant chef du département de biochimie en 1947. Pendant la Seconde Guerre mondiale, Pirie étudie la possibilité d'extraire des protéines comestibles des feuilles. Les expériences sur l'extraction des protéines comestibles des feuilles se poursuivent dans les années 1970 .
Il est élu membre de la Royal Society en 1949, prononce sa conférence Leeuwenhoek en 1963 et remporte sa médaille Copley en 1971 pour ses travaux de virologie. Il prend sa retraite en 1972, mais poursuit ses travaux sur le bêta-carotène dans les protéines des feuilles.
Comme sa femme, il est athée et s'inquiète des armes nucléaires. Il est président du comité scientifique de la Campagne pour le désarmement nucléaire (CND) pendant plusieurs années .